# La narración de Arthur Gordon Pym
La narración de Arthur Gordon Pym (The Narrative of Arthur Gordon Pym of Nantucket en inglés) es la única novela de su autor, el estadounidense Edgar Allan Poe, aparecida primero por entregas y posteriormente en forma de libro, en la ciudad de Nueva York, en el año 1838.

Cuando todos nos hubimos tranquilizado, nos pusimos a mirar la nave que se alejaba, hasta que se perdió de vista. El tiempo empeoraba y soplaba un ligero viento. En el preciso momento en que el buque desapareció en el horizonte, Parker se volvió hacia mí con una expresión en la cara que me dio escalofríos. Tenía un aire de seguridad y entereza que nunca le había observado. Antes de que despegara los labios, yo tenía el pálpito de lo que iba a decirme. En una palabra, insinuó que uno de nosotros debía morir con el fin de salvar a los demás.
La narración de Arthur Gordon Pym

## Argumento
El protagonista, Arthur Gordon Pym, se embarca clandestinamente en el barco ballenero Grampus. Tras muchas experiencias y desgracias (motines, naufragios, canibalismo, guerras con nativos) que ponen en riesgo su vida, se interna en parajes prodigiosos de los mares antárticos, hasta que sufre una sobrecogedora revelación con la que culmina la historia.
La narración de Arthur Gordon Pym es una de las obras más controvertidas, extrañas y enigmáticas de su autor, contándose entre los excelentes títulos poeanos de tema marinero, junto a Manuscrito encontrado en una botella, La caja oblonga y Un descenso al Maelström. Se trata de una novela de aventuras de tipo episódico, centrada muy directamente en el intrépido protagonista que le da título, personaje que encontraría eco posteriormente en las obras de Robert Louis Stevenson (Secuestrado, La isla del tesoro, Los hombres alegres, etc.).
En esta obra, Poe, a bordo del Grampus, lleva a quienes lo leen en alas de su desenfrenada imaginación a regiones mentales y literarias que nunca antes había hollado —de ahí el absorbente interés que han mostrado por la pieza desde los escritores surrealistas hasta los psicoanalistas literarios de toda condición—. La fantástica peripecia se desborda en manos del autor, tanto que apenas da respiro al lector entre secuencia y secuencia (la acción apenas articula tiempos muertos de enlace) cosa que se ha achacado al autor como defecto estructural.

## Repercusión de la obra

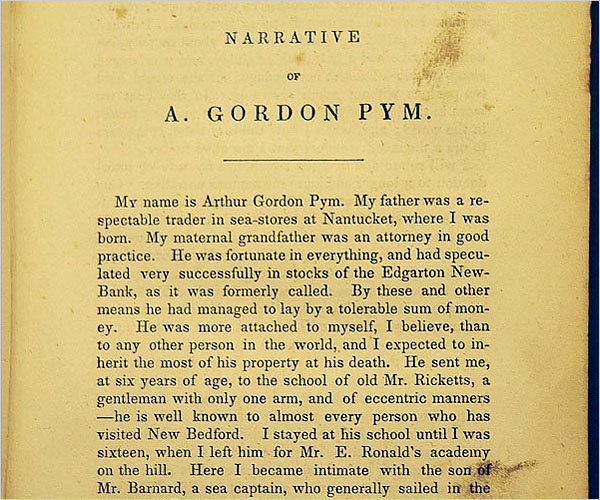
Primera página de la primera edición de La narración de Arthur Gordon Pym (1838).

El epígono de Poe, H. P. Lovecraft, sentía auténtica veneración por esta novela, hecho que se hace evidente en su escrito más largo, de parecida extensión, En las montañas de la locura, en el cual son abundantes las citas extraídas de La narración de A. G. P.. Julio Verne, por su parte, escribió una secuela: La esfinge de los hielos. Por su parte, el autor de ciencia ficción H. G. Wells apuntó que «Pym narra todo aquello que una inteligencia de primer orden era capaz de imaginar sobre el Polo Sur hace un siglo».
Pero la novela es singular por otros motivos. Hay crudos relatos que invitan a la especulación y a la polémica: sanguinarias escenas de violencia, cadáveres en descomposición, canibalismo incluso, todas ellas, según era propio en el autor, muy bien dibujadas y cuajadas de detalles escabrosos. En una sociedad aún puritana como la estadounidense de la época, Poe se atrevió a llegar literariamente muy lejos en sus obsesiones. 
En cuanto a sus fuentes, según apunta Julio Cortázar, el autor se inspiró, por un lado, en los muchos relatos, aparecidos en periódicos y revistas científicas de la época, de arriesgadas expediciones polares, muy de moda por aquel entonces (los viajes, v. gr., de Charles Wilkes o Jeremiah N. Reynolds por el Pacífico y el Polo Sur). En el terreno puramente literario, hay ecos inequívocos del gran poema romántico de S. T. Coleridge (La balada del viejo marinero). Las viejas leyendas de naufragios y de buques fantasma que siempre han corrido de puerto en puerto, como la del holandés errante, tampoco debieron resultarle ajenas. Y no cabe duda de que el Robinsón Crusoe, de Daniel Defoe, alienta tras más de una página y escena. Tampoco hay que olvidar la experiencia traumática que debió suponer para Poe niño el atravesar el Atlántico entre tormentas (en un barco a vela) en 1815 hasta una Europa congelada, en pleno «año sin verano», el mismo que, provocado por el volcán Tambora, inspiró la novela Frankenstein.
Ante el cúmulo de conocimientos de viajes y de detalles técnicos marineros que surgen en el relato, la crítica se ha preguntado con frecuencia dónde pudo el autor obtenerlos, dado el caso de que el único viaje de importancia que emprendió fuera de su país ocurrió en su niñez, con su familia adoptiva, en dirección a Inglaterra. Del mismo modo ha señalado la coincidencia entre las entonaciones del nombre del personaje y del propio Poe.
En cuanto al sombrío y prodigioso desenlace de la obra, se trata de uno de los más enigmáticos que se recuerdan en la historia de la literatura.

## Coincidencia con un acontecimiento posterior
El 5 de mayo de 1974, Arthur Koestler publicó una carta del lector Nigel Parker en The Sunday Times acerca de una sorprendente coincidencia entre la novela de Poe y un acontecimiento real que ocurrió décadas después: En 1884, el yate Mignonette, con cuatro tripulantes, salió de Inglaterra con rumbo a Sídney y naufragó en el Atlántico Sur. Después de semanas sin comida, los náufragos decidieron que uno de ellos debería ser sacrificado como alimento para los otros tres, al igual que en la novela de Poe. El perdedor fue un joven grumete llamado Richard Parker, como el personaje ficticio de Poe. Tom Dudley y Edwin Stephens, compañeros de Parker, fueron posteriormente juzgados por asesinato en un juicio que sentó precedente en el derecho común inglés: el famoso ``R. versus Dudley and Stephens´´.